# Животът пред теб
 Тази статия е за романа на Ромен Гари.  За филма на Моше Мизрахи вижте Животът пред теб (филм).  
„Животът пред теб“ (на френски: La Vie devant soi) е роман на френския писател Ромен Гари, издаден през 1975 година под псевдонима Емил Ажар.
В центъра на сюжета са отношенията между възрастна еврейка, която е бивша проститутка и се издържа, грижейки се през деня за деца на проститутки, и отгледано от нея арабско момче без родители, което остава да се грижи за нея до самата ѝ смърт. Книгата разглежда теми като евтаназията, проституцията, последствията от Холокоста, имиграцията, старостта.
За този роман Гари получава наградата „Гонкур“. През 1977 година по книгата е заснет едноименен филм, който е награден с „Оскар“ за чуждоезичен филм.
„Животът пред теб“ е издаван на български през 1976 година в превод на Ирена Бобева (като „Животът е пред тебе“) и през 1986 година в превод на Красимир Мирчев.